# Benton megye (Missouri)
Benton megye az Amerikai Egyesült Államokban, azon belül Missouri államban található. Megyeszékhelye és legnagyobb városa Warsaw. Lakosainak száma 19 394 fő (2020. április 1.). Benton megye Pettis, Hickory, Morgan, Camden, St. Clair és Henry megyékkel határos.

## Népesség
A megye népességének változása:
| Lakosok száma | 19 119 | 19 028 | 18 964 | 18 932 | 18 670 | 19 394 |
|               | 2010   | 2011   | 2012   | 2013   | 2015   | 2020   |